# Besarion Gochashvili
Besarion Gochashvili –en georgiano: ბესარიონ გუჩაშვილი– (Tiflis, 6 de febrero de 1983) es un deportista georgiano que compite en lucha libre.
Ganó tres medallas en el Campeonato Europeo de Lucha entre los años 2005 y 2012. Participó en los Juegos Olímpicos de Pekín 2008, ocupando el octavo lugar en la categoría de 55 kg.

## Palmarés internacional
| Campeonato Europeo | Campeonato Europeo | Campeonato Europeo | Campeonato Europeo |
| Año                | Lugar              | Medalla            | Categoría          |
| ------------------ | ------------------ | ------------------ | ------------------ |
| 2005               | Varna (Bulgaria)   | Medalla de bronce  | 55 kg              |
| 2009               | Vilna (Lituania)   | Medalla de plata   | 55 kg              |
| 2012               | Belgrado (Serbia)  | Medalla de plata   | 55 kg              |